# Pagbilao
Pagbilao è una municipalità di terza classe delle Filippine, situata nella Provincia di Quezon, nella regione di Calabarzon.
Pagbilao è formata da 27 baranggay:
- Alupaye
- Añato
- Antipolo
- Bantigue
- Barangay 1 Castillo (Pob.)
- Barangay 2 Daungan (Pob.)
- Barangay 3 Del Carmen (Pob.)
- Barangay 4 Parang (Pob.)
- Barangay 5 Santa Catalina (Pob.)
- Barangay 6 Tambak (Pob.)
- Bigo
- Binahaan
- Bukal
- Ibabang Bagumbungan

- Ibabang Palsabangon
- Ibabang Polo
- Ikirin
- Ilayang Bagumbungan
- Ilayang Palsabangon
- Ilayang Polo
- Kanluran Malicboy
- Mapagong
- Mayhay
- Pinagbayanan
- Silangan Malicboy
- Talipan
- Tukalan